# Reginete Bispo
Reginete Souza Bispo ou simplesmente Reginete Bispo (Marau, 23 de janeiro de 1963) é uma socióloga e política brasileira filiada ao Partido dos Trabalhadores (PT).

## Biografia
Militante da causa negra e antirracista, ela integra o Movimento Negro Unificado (MNU) desde 1990. Reginete é graduada em Ciências Sociais pela Universidade Federal do Rio Grande do Sul (UFRGS). Ela é Consulesa honorária de Senegal.

## Carreira política
Ela iniciou sua trajetória com a administração pública no Governo do Estado do Rio Grande do Sul, durante a gestão do governador Olívio Dutra, quando ela foi diretora do Departamento de Desenvolvimento de Recursos Humanos do Governo Estadual.
Depois, ela ocupou novo cargo público no Governo Estadual gaúcho, durante a gestão do governador Tarso Genro, quando atuou como assessora do Conselho de Desenvolvimento Econômico e Social.
Em 2018, Reginete foi eleita como suplente na chapa ao Senado encabeçada por Paulo Paim (PT).

### Deputada Federal
Nas eleições estaduais de 2022 concorreu ao cargo de deputada federal  à uma cadeira na Câmara dos Deputados para a 57.ª legislatura (2023 — 2027) conseguindo 19.728 votos, ficando como suplente do Partido dos Trabalhadores (PT). Ela assumi o mandato parlamentar no Congresso Nacional após a nomeação de Paulo Pimenta para o cargo de ministro da Secretaria de Comunicação Social.
Foi relatora do projeto de lei que declarou o dia 20 de novembro feriado nacional para a celebração do Dia Nacional de Zumbi e da Consciência Negra. A proposta foi aprovada pelo Congresso Nacional e sancionada pelo presidente Lula.